# Алондра
Ало́ндра (Calendulauda) — рід горобцеподібних птахів родини жайворонкових (Alaudidae). Представники цього роду мешкають в Східній і Південній Африці.

## Опис
Алондри — жайворонки дрібного і середнього розміру. Їх довжина становить 14-19 см, а вага — 21-43 г. Алондрам притаманний статевий диморфізм, самці алондр є більшими, ніж самиці. Вони мають міцні, середньої довжини дзьоби, ніздрі на них прикриті дрібними пір'їнами. Крила довгі, десяті першорядні махові пера невеликі, але помітні. Хвости короткі або середньої довжини. Задній кіготь дещо вигнутий, приблизно однаковий за довжиною із заднім пальцем.

## Види
Виділяють вісім видів:
- Алондра смугастовола (Calendulauda sabota)
- Алондра рудощока (Calendulauda poecilosterna)
- Алондра східна (Calendulauda alopex)
- Алондра білочерева (Calendulauda africanoides)
- Алондра каруська (Calendulauda albescens)
- Алондра руда (Calendulauda burra)
- Алондра іржаста (Calendulauda erythrochlamys)
- Алондра намібійська (Calendulauda barlowi)

## Етимологія
Наукова назва роду Calendulauda походить від сполучення наукових назв родів Calendula Swainson, 1837 (синонім роду Galerida Boie, 1828) і Alauda Linnaeus, 1758.